# Culture des États fédérés de Micronésie

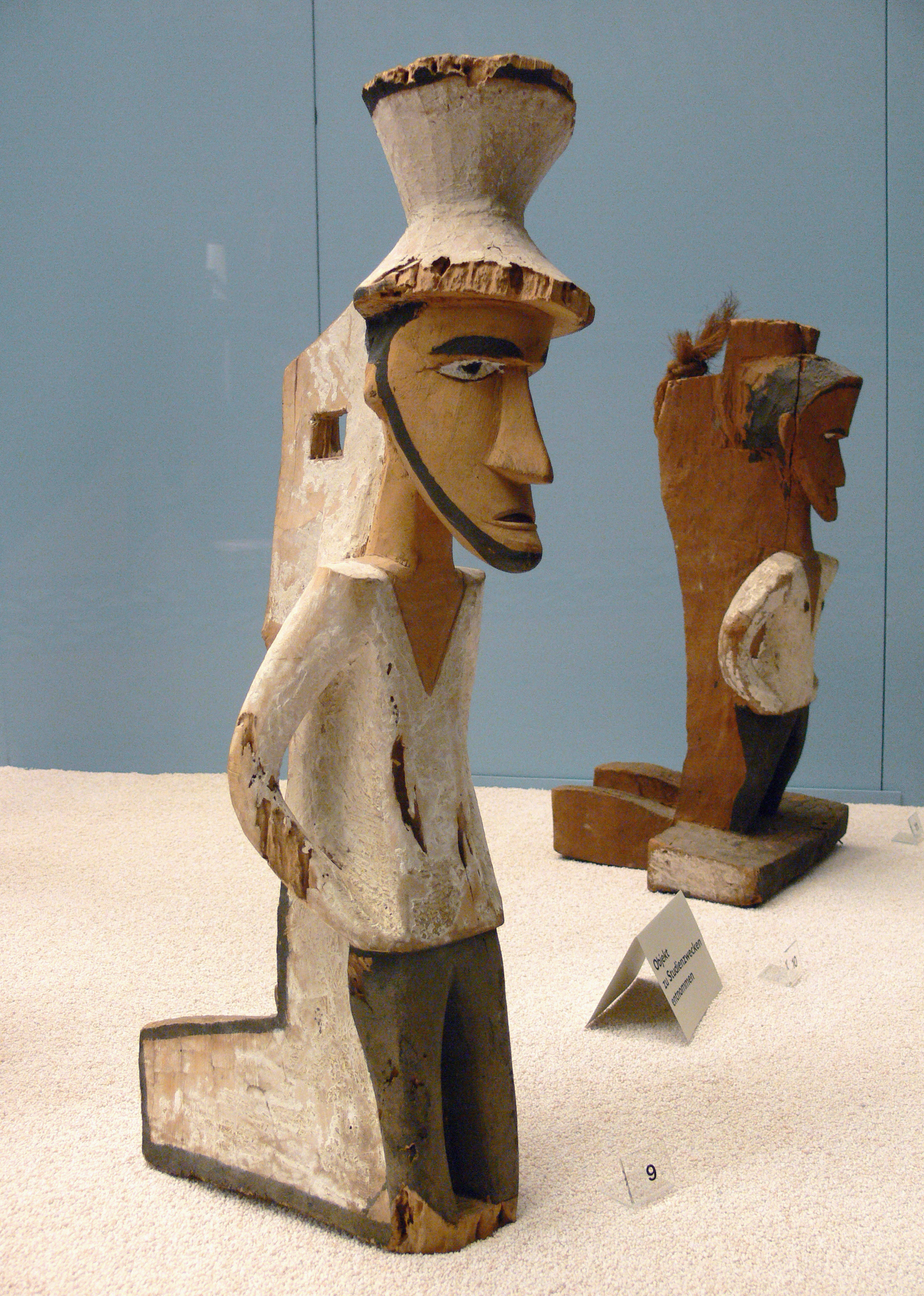
Figure de marin sculptée sur un crochet de fenêtre (Yap)

La culture des États fédérés de Micronésie est riche d'une histoire millénaire qu'attestent des sites archéologiques d'importance.

## Politique culturelle et diffusion de la culture
L'accord de libre association conclu en 1986 engage les États-Unis à fournir plus de 98 % du financement du système éducatif micronésien.

## Langues
La société micronésienne est multilingue. L'anglais, concurremment avec une ou plusieurs langues autochtones, est une langue officielle dans les États de Yap, de Chuuk et de Pohnpei,. Elle est nécessaire à la communication entre les communautés dont les langues ne sont pas toujours intelligibles mutuellement. Elle est la langue du gouvernement et du commerce. Le japonais est redevenu une langue enseignée au cours des années 1990. 
Les nombreuses langues autochtones sont utilisées au quotidien et transmettent les connaissances traditionnelles, les valeurs et les coutumes à la génération suivante. Toutes sont de la famille des langues micronésiennes à l'exception du nukuoro et du kapingamarangi qui sont des langues polynésiennes. Ces deux dernières ainsi que le Pingelap, le Mokil, le créole ngatik, le nukuoro et le kapingamarangi sont parlées dans l’État de Pohnpei.  Le pohnpei y a le statut de langue officielle. La population de Kosrae, ethniquement homogène, parle une seule langue, le kosrae, langue officielle. Dans l’État de Yap, les quatre principales langues, le yap, l'ulithi, le woleai et le satawal ont un statut de langue officielle, mais il s'y trouve aussi le nguluwan. Le mortlock, le namonuito, le paafang et le puluwat sont parlés dans l’État de Chuuk mais seul le chuuk est langue officielle,.

## Architecture
Les États fédérés de Micronésie ont un riche patrimoine archéologique dont le plus connu est Nan Madol, cité aristocratique artificielle (elle est bâtie sur le lagon). À ce site, il faut ajouter les ruines de Lelu mais aussi les ruines du temple de Menke (à Kosrae) et les pétroglyphes de Pohnpaip (sur l'île de Ponhpei).

## Littérature
Emelihter Kihleng est une écrivaine reconnue de Micronésie.

### Filmographie
- (de) Mikronesier, série de films ethnographiques de Gerd Koch (en), IWF Wissen und Medien gGmbH, Göttingen, 1965-1967